# Alendronsav
Az alendronát-nátrium-trihidrát egy biszfoszfonát vegyület, amely úgy gátolja az osteoclastos csontreszorpciót, hogy nincs közvetlen hatással a csontképződésre. A preklinikai vizsgálatok alapján úgy tűnik, hogy az alendronát elsősorban az aktív reszorpció helyszíneire lokalizálódik. Az osteoclastok aktivitását gátolja, toborzásukra és kötődésükre azonban nincs befolyással. 
Az alendronát alkalmazása során normális minőségű csontszövet képződik.
- Farmakoterápiás besorolás: biszfoszfonátok, csontbetegségek kezelésére
- Indikáció: a postmenopausalis osteoporosis kezelése, csökkenti a csigolya- és csípőtáji törések kockázatát.

## Ellenjavallat
- Oesophagus-rendellenességek, valamint az oesophagus kiürülését késleltető más állapotok (például strictura vagy achalasia).
- A legalább 30 percig történő felállás vagy felülés képtelensége
- Alendronáttal vagy bármely segédanyaggal szembeni túlérzékenység
- Hypocalcaemia